# Stomp
Mit Stomp (engl. „stamp“ für Fußstampfen) werden zunächst Stampftänze der nordamerikanischen Ureinwohner (z. B. der Cherokee und der Maskoki) bezeichnet, aber auch ein afroamerikanischer Tanz, der nach 1923 populär war, sowie der in diesem Tanz verwendete Jazzrhythmus in schnellerem Tempo. 
Dieser Stomprhythmus mit seinem stark markierten Beat ist im Oldtime Jazz gebräuchlich. Insbesondere für die Herausbildung des Kansas City Jazz spielte er eine wichtige Rolle. Die Wortschöpfung geht auf den Jazzpianisten Jelly Roll Morton zurück, der im Juli 1923 seine Eigenkomposition und späteren Jazzstandard King Porter Stomp aufnahm. Seitdem hat der Ausdruck Stomp Eingang in die Musiksprache gefunden.